# اوئینومیکادو تسونه‌هیسا
اوئینومیکادو تسونه‌هیسا (به ژاپنی: 大炊御門 経久 おおいのみかど つねひさ); ۱ نوامبر ۱۷۸۱ – ۸ اوت ۱۸۵۹) اودایجین (وزیر راست) در زمان امپراتور کومی بود. نجیب‌زاده‌ای در اواخر دوره ادو. پسر اویمیکادو ایتاکا. به مقام وزیر راست، رتبه اول جوان رسید. در سال ۱۸۵۹ (آنسی ۶) در سن ۷۹ سالگی درگذشت.